# Romegoux
Romegoux är en kommun i departementet Charente-Maritime i regionen Nouvelle-Aquitaine i västra Frankrike. Kommunen ligger  i kantonen Saint-Porchaire som ligger i arrondissementet Saintes. År 2022 hade Romegoux 623 invånare.

## Befolkningsutveckling
Antalet invånare i kommunen Romegoux
Referens:INSEE